# Kathrine Heindahl
Kathrine Brothmann Heindahl (* 26. März 1992 in Rudersdal) ist eine dänische Handballspielerin, die dem Kader der dänischen Nationalmannschaft angehört.

## Vereinskarriere
Kathrine Heindahl begann das Handballspielen beim dänischen Verein Nyborg GIF. Im Jahre 2007 wechselte sie zu GOG. Nachdem die Kreisläuferin in der Saison 2010/10 für HC Odense aufgelaufen war, schloss sie sich Team Tvis Holstebro an. Mit Holstebro gewann sie in der Saison 2012/13 den EHF-Pokal. Zwischen 2013 und 2017 lief Heindahl für Randers HK auf. Anschließend unterschrieb sie einen Vertrag bei Odense Håndbold. Zur Saison 2020/21 wechselte sie zum russischen Erstligisten PGK ZSKA Moskau. Mit ZSKA gewann sie 2021 die russische Meisterschaft. Im März 2022 wurde der Vertrag im beiderseitigen Einvernehmen aufgelöst. Zur Saison 2022/23 schloss sie sich dem dänischen Erstligisten Team Esbjerg an. Mit Esbjerg gewann sie 2023 und 2024 die dänische Meisterschaft sowie 2022 den dänischen Pokal. Seit dem Januar 2025 pausiert sie aufgrund ihrer Schwangerschaft. Nach der Saison 2024/25 wird sie Esbjerg verlassen.

## Auswahlmannschaften
Heindahl gewann im Jahr 2009 die U-17-Europameisterschaft. Im Jahr 2010 wurde sie bei der U-18-Weltmeisterschaft in das All-Star-Team berufen. Ein Jahr später gewann sie bei der U-19-Europameisterschaft die Goldmedaille.
Heindahl bestritt am 24. September 2010 ihr Länderspieldebüt für die dänische Nationalmannschaft gegen die Türkei. Nachdem Heindahl am 22. April 2011 ihr fünftes Länderspiel bestritt, wurde sie nicht mehr für die Nationalmannschaft berücksichtigt. Erst am 15. Juni 2014 lief sie zum sechsten Mal im dänischen Nationaldress auf. Ihr erstes Großturnier mit der dänischen Nationalmannschaft war die Europameisterschaft 2016, das Dänemark mit dem vierten Platz abschloss. Im Turnierverlauf erzielte die Heindahl sechs Treffer in acht Spielen. Ein Jahr später nahm sie die Weltmeisterschaft in Deutschland teil. Bei der Europameisterschaft 2020 belegte sie mit Dänemark den vierten Platz. Im Turnierverlauf erzielte sie sechs Treffer. Im darauffolgenden Jahr gewann sie bei der Weltmeisterschaft die Bronzemedaille. Bei der Europameisterschaft 2022, bei der Dänemark die Silbermedaille gewann, wurde sie ins All-Star-Team gewählt. Bei der Weltmeisterschaft 2023 gewann sie erneut die Bronzemedaille. Heindahl erzielte im Turnierverlauf 14 Treffer. Bei den Olympischen Spielen in Paris gewann sie die Bronzemedaille.